# Volvo B14
Volvo B14 är en 4-cylindrig Renault-motor, med toppventiler, stötstänger och femlagrad vevaxel som Volvo använde i den i Nederländerna tillverkade Volvo 340 mellan 1976 och 1991. Motorn är en vidareutveckling av Volvo B13 som fanns i föregångarna DAF/Volvo 66 under 1970-talet.
Cylindervolymen är på 1397 cc och effekten varierar mellan 64 och 70 hästkrafter beroende på utförande. B14 var det enda motoralternativet till Volvo 340 med den remdrivna automatlådan Variomatic.
Alla versioner av B14-motorn har enkla Weber-förgasare; ingen B14 levererades med bränsleinsprutning. Dock har alla sena utföranden lambdasond och katalysator för att klara 1988-års krav på katalytisk avgasrening, dessa modeller känns igen med ett lambda-märke i grillen. I samband med 300-seriens nedläggning 1991 fasades också B14-motorn ut ur Volvo-programmet.
Den här motorn bör ej förväxlas med Volvo B14A ifrån 1940-talet som endast är en trimmad version av den dåvarande B4B-motorn i Volvo PV444.